# 9383 Montelimar
9383 Montelimar este o planetă minoră (asteroid) din centura de asteroizi. A fost descoperită pe 9 octombrie 1993 la Observatorul European Austral de Eric Walter Elst și a fost numită după Montélimar. 
Obiectul prezintă o orbită caracterizată de o semiaxă mare de 3,0493709 UAi, o excentricitate de 0,16, o înclinație de 2,21801 ° în raport cu ecliptica.